# Schiffswerft Clausen
Die Schiffswerft Clausen war eine Werft in Oberwinter, die sich vor allem auf Fähren spezialisierte.

## Geschichte
Die Schiffswerft Clausen hatte ihren Standort am Hafen von Oberwinter. Dort wurden einst Holzboote gebaut; ab 1912 spezialisierte sich Clausen jedoch auf den Bau von Eisenschiffen. 
In den 1930er Jahren war der Standort der Werft durch Pläne für eine neue Straßenführung gefährdet. Das Hindenburgufer, später Oberwinterer Rheinallee genannt, wurde Ende 1935 für jeden Verkehr gesperrt, so dass Anfang 1936 die Bauarbeiten für die neue Straße beginnen konnten. Am Schnittpunkt zweier Bauabschnitte befand sich jedoch die Werkhalle der Schiffswerft Clausen. Sie musste in Richtung Rhein versetzt werden. Der Ortsvorsteher Hüllen wandte sich jedoch brieflich an die Eigentümerin des Geländes, die Rheinstrombauverwaltung Koblenz, um einen Verzicht auf den Wiederaufbau der Halle durchzusetzen, die seiner Meinung nach den Blick von den neuen Rheinanlagen aus verschandeln und sich negativ auf die Eignung des Ortes für den Fremdenverkehr auswirken würde. Hüllen konnte sich jedoch nicht durchsetzen. Die Halle wurde neben der Straße wieder aufgebaut.
Während des Zweiten Weltkriegs wurde die Werft weitgehend zerstört; der Wiederaufbau erfolgte ab 1946. Ein Schwerpunkt in der Zeit nach dem Krieg war der Bau von Auto-Schnellfähren. Der Konstrukteur Ferdinand Clausen konzipierte in der Nachkriegszeit möglichst leichte Autofähren mit etwa 80 Tonnen Gewicht, die leicht zu manövrieren waren.
Clausen-Fähren wurden unter anderem in Speyer, auf den Strecken Bingen–Rüdesheim, Bad Honnef–Rolandseck und Bad Godesberg–Niederdollendorf verwendet. Neben Fähren baute Clausen auch Fahrgastschiffe.
1990 mietete der Maritim-Service Groten die ehemalige Werft und renovierte sie. Er hatte ab 1991 seinen Sitz auf dem Gelände, bis er 2002 auf das Gelände der einstigen Schiffswerft Oberwinter GmbH umzog.

## Schiffe (unvollständige Liste)

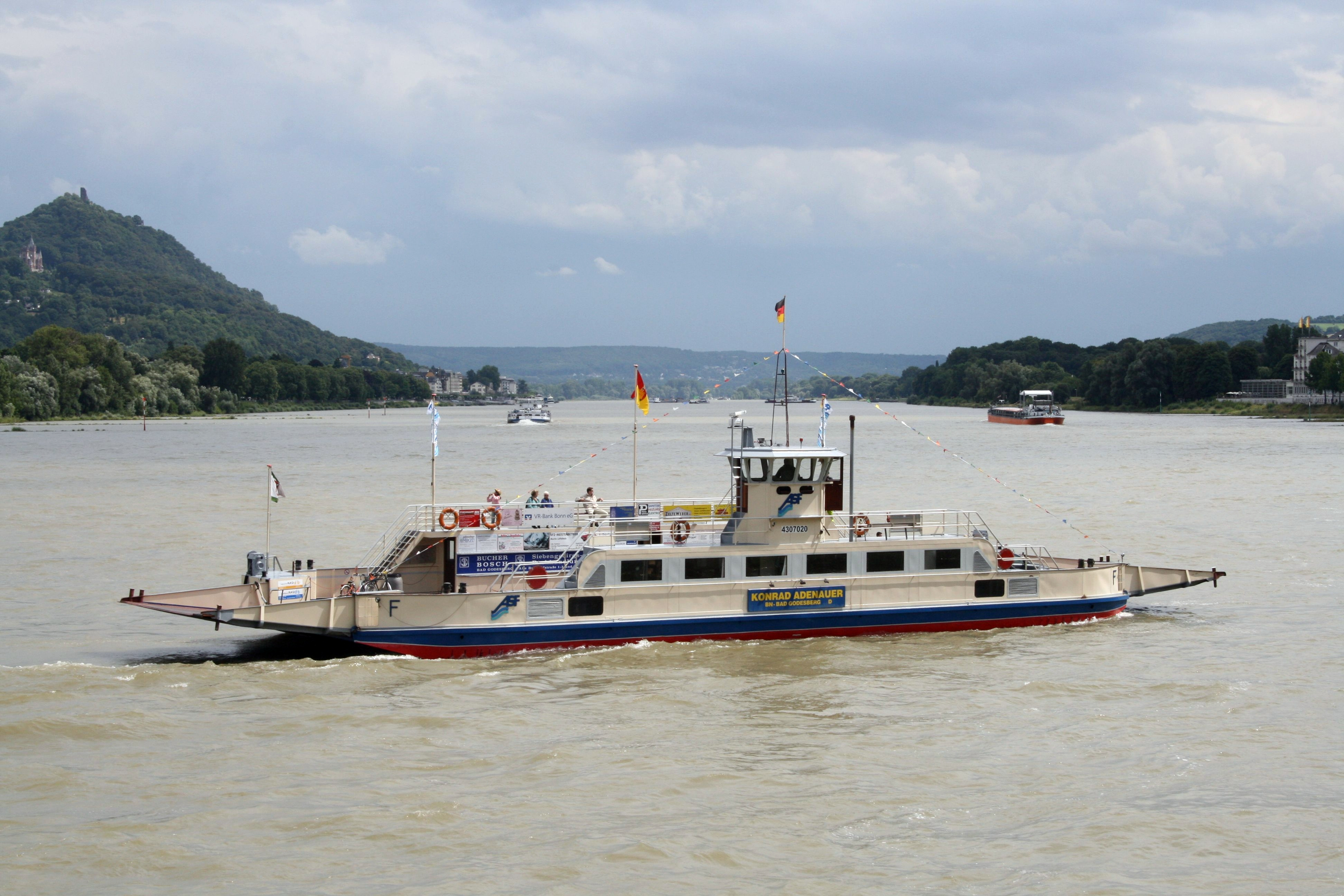
Konrad Adenauer

- Rheingold (1928), mittlerweile Nostalgie[5]
- Brunhilde (1928), mittlerweile Schloss Heidelberg[6]
- Seeadler (1929), später Regia Wimpina, mittlerweile Kurpfalz[7]
- Stadt Königswinter (1929)[8]
- Minchen (1949), mittlerweile Uranus[9]
- Aegir (1950),[10] später Sancta Maria, Elbaue, Salvator, Stadt Schweinfurt, Ústí nad Labem, mittlerweile verschrottet[11]
- Möhne (1950, Nr. 112),[12] mittlerweile Papenburg[13][14]
- Carpe Diem (1953)[15]
- Marleen (1953) (später Aral 8, Emstank 1, Ara)[16]
- Ingrid (1953) (später Bad Cannstatt bzw. Walhalla)[17][18]
- Mülheim (1954)[19]
- Oberhausen (1954)[20]
- Friedrich Freye (1955)[21]
- Ochten-Druten (1955, Nr. 147)[22]
- Peter Pan (1956, Nr. 148)[23]
- Stadt Kettwig, von 1996 bis 2008 Bleckeder Löwe (1957)[24]
- Rheinfähre Altrip (1958)[25]
- Orsoy (1958)[26]
- Mondorf II (1958)[27]
- Dedesdorf (1959, Nr. 157)[28]
- Mülheim a. d. Ruhr (1960)[29]
- Königswinter III (1960, Nr. 160),[30] später Treibgut[31]
- Rumpenheim (1961, Nr. 170)[32]
- Prototyp einer Pionierfähre (1961)[33]
- Fritz Middelanis (1962, Nr. 173)[34][35]
- Pfalzgrafenstein (1966, Nr. 206)[36][37]
- Rhinowe (1967, Nr. 207)[38]
- Konrad Adenauer (1967)